# Макросъёмка

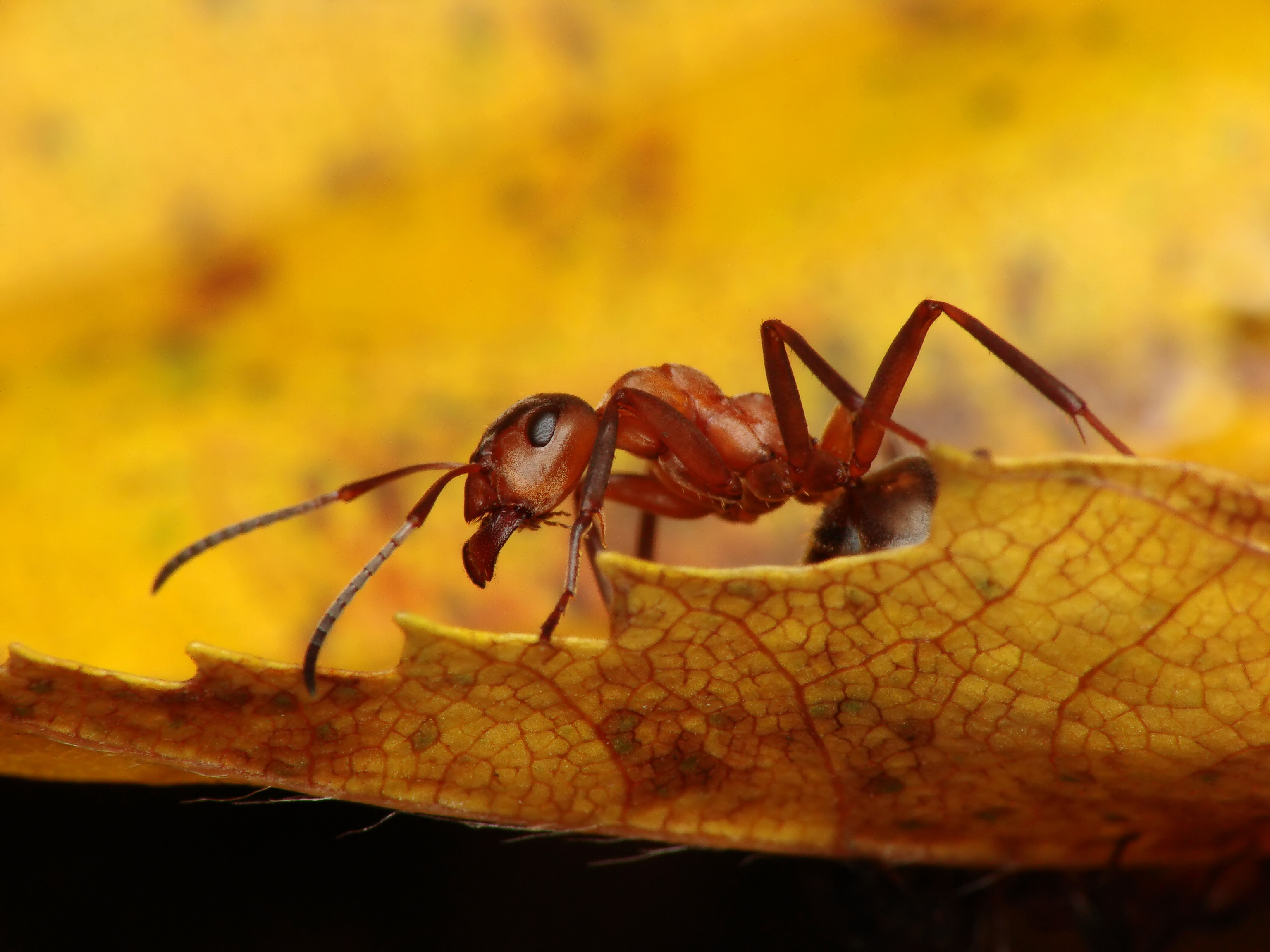
Макросъёмка

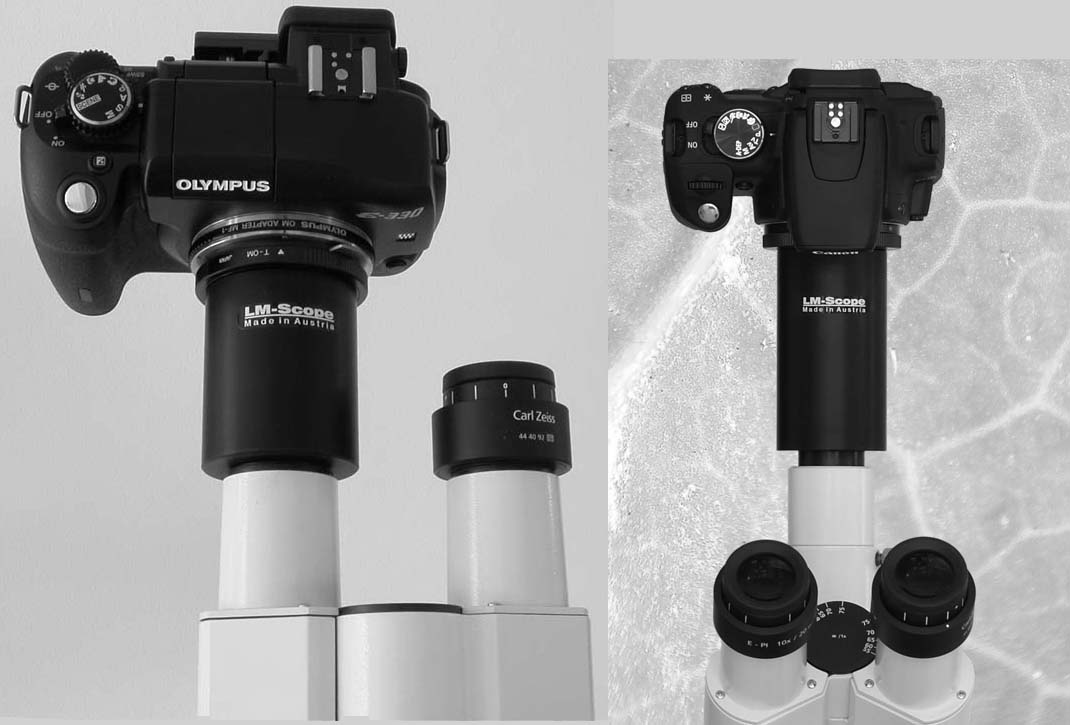
Фотоаппарат с микрофотонасадкой присоединён к оптическому микроскопу.

Макросъёмка (от др.-греч. μακρός — «большой», «крупный», — и съёмка, реже используется термин «макрофотогра́фия») — вид кино- и фотосъёмки, при котором изображаемые объекты снимаются в масштабе 1:1 или крупнее (по другой версии — в масштабе 10:1 или крупнее). Существуют разные определения термина, которые отличаются диапазоном масштабов, их объединяет то, что съёмка в масштабе 1:1 всегда считается макросъёмкой. Например, Большая российская энциклопедия даёт такое определение: «фото-, кино- и видеосъёмка, при которой масштаб получаемых оптических изображений (отношение линейных размеров изображения объекта в фокальной плоскости объектива к его реальным размерам) лежит в пределах от 1:5 до 10:1 и выше».
Более широко термин макросъёмка употребляется в случаях фотографирования с более близких расстояний, чем расстояния, указанные на шкале дистанций объективов фотокамер (минимальная дистанция фокусировки у большинства объективов зеркальных фотоаппаратов около 0,5 метра, у объективов дальномерных фотокамер — около 1 метра).
Макросъёмка — это изображение чего-либо в увеличенном виде.
Объектив создаёт действительное увеличенное изображение объекта съёмки на любом светочувствительном материале — фотоплёнка, фотопластинка, фотобумага, киноплёнка или на электронном устройстве (матрица цифрового фотоаппарата или видеокамеры, видикон телевизионной камеры).
Для фотографирования более мелких объектов с помощью оптического микроскопа применяется микрофотография.

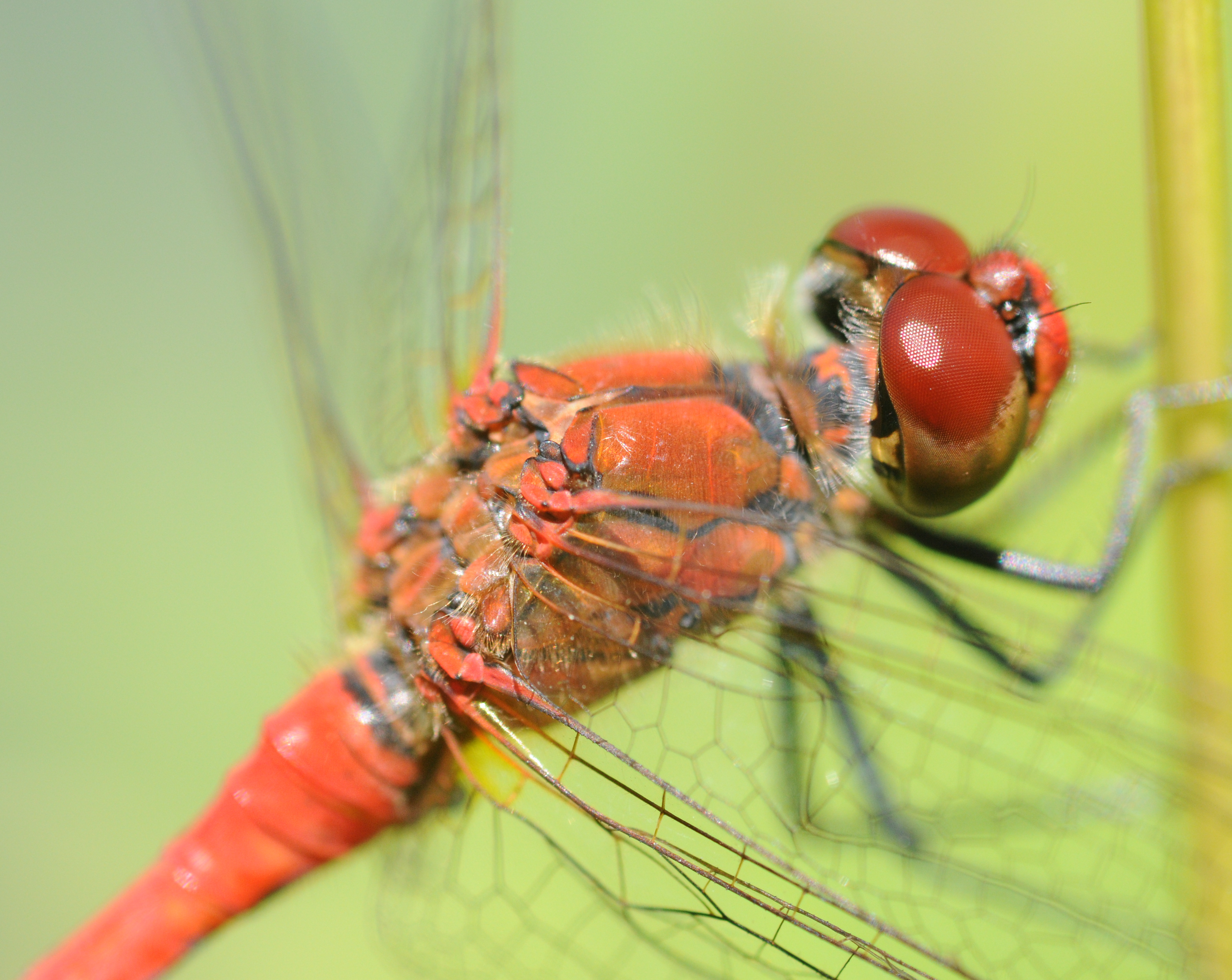
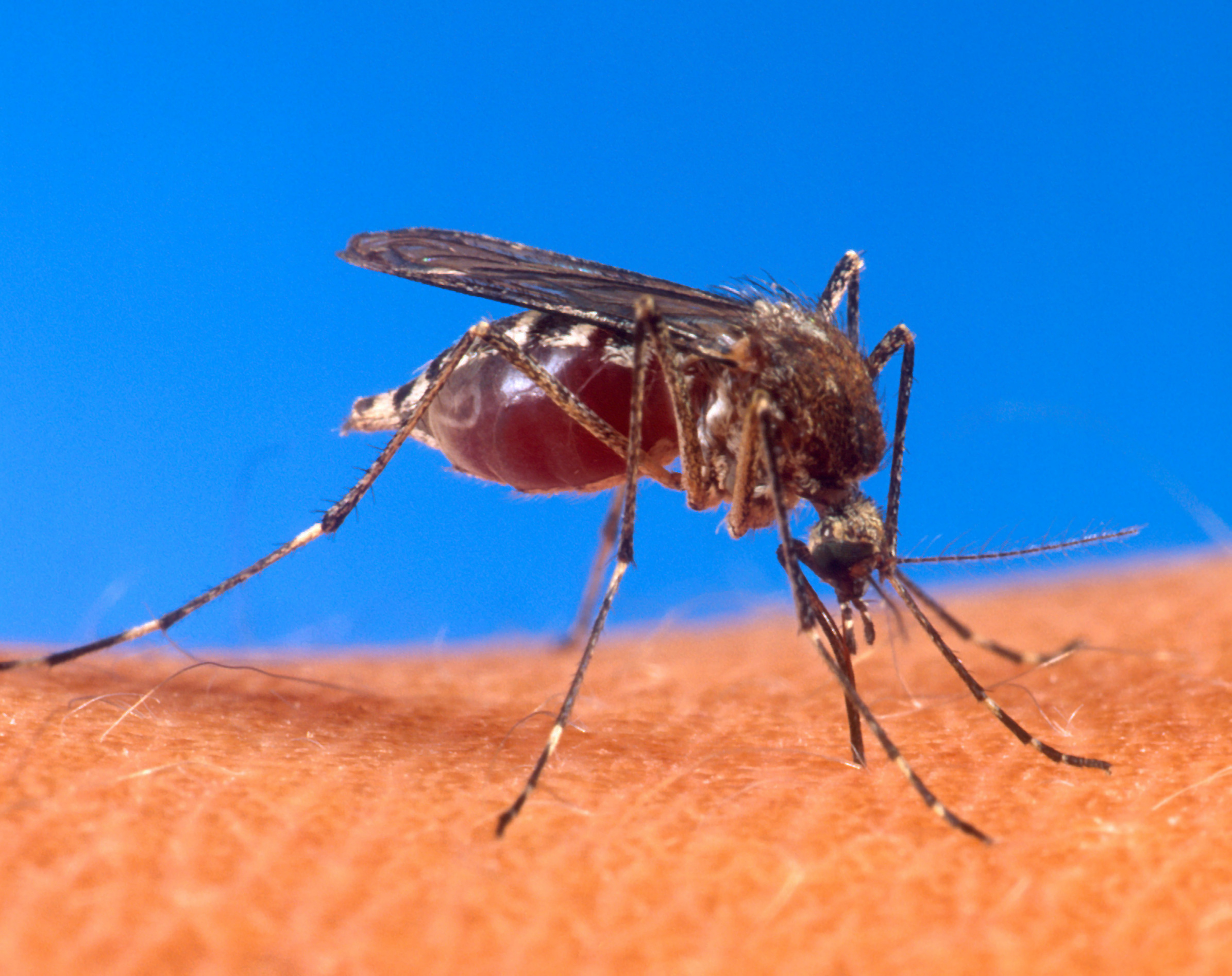
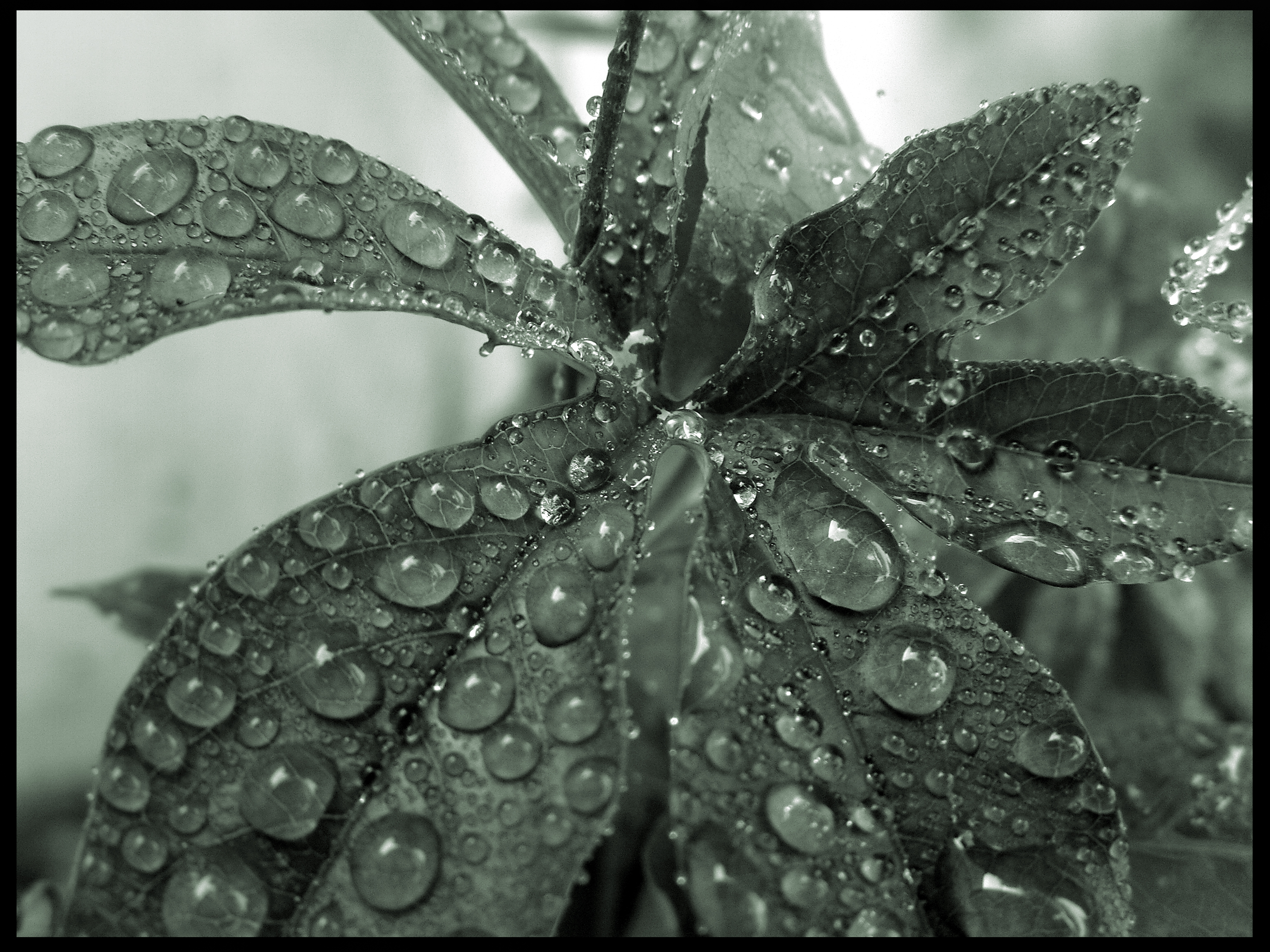
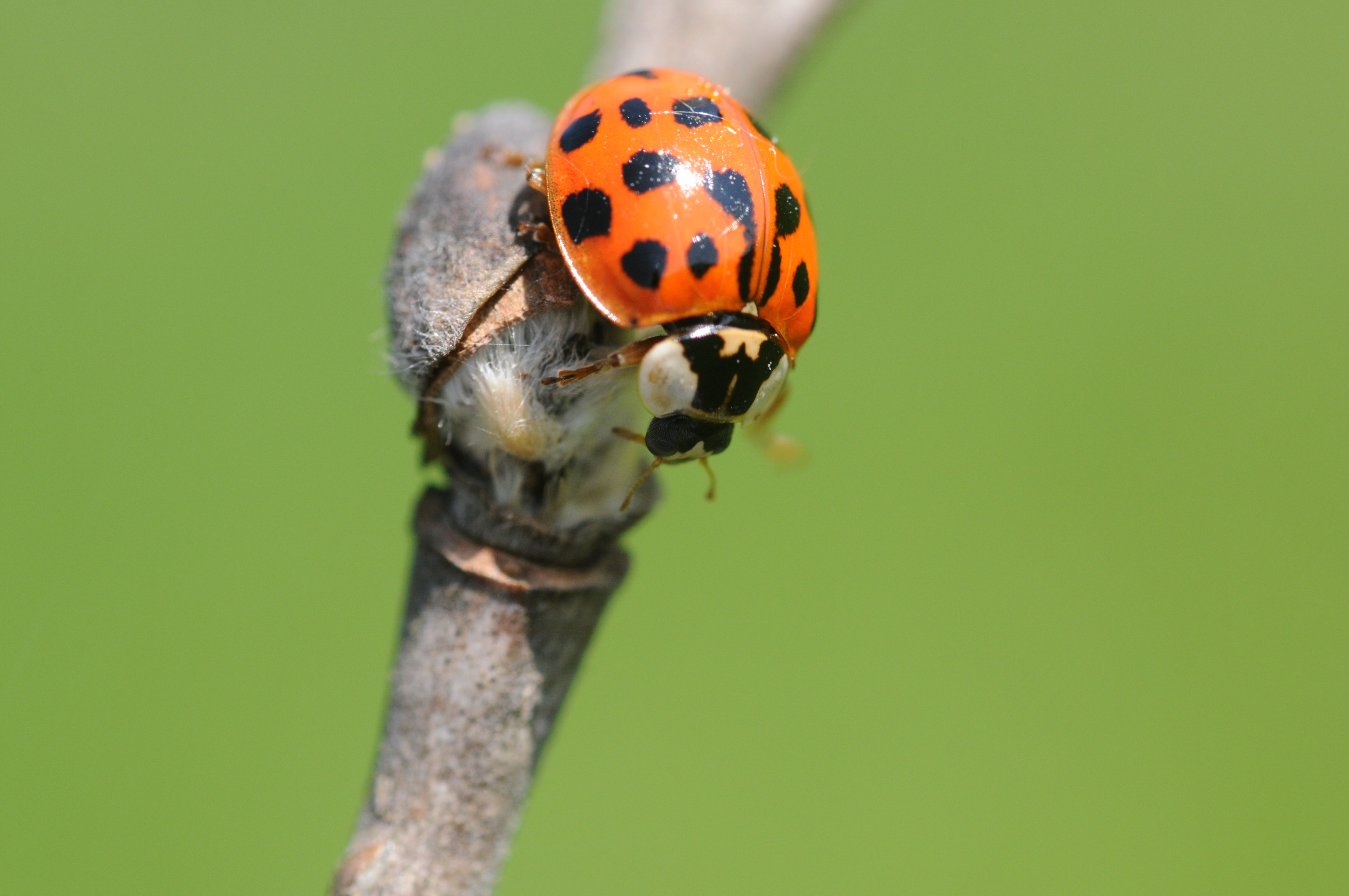

## Термины
Первоначально термин photo-macrograph (макрофотография) был предложен в 1899 Уильямом Генри Уолмси (William Henry Walmsley) для отличия от термина photo-micrographs (микрофотография). Под макрофотографией он понимал изображение крупным планом с увеличением менее 10:1, а под микрофотографией — фотографию в масштабе 10:1 и крупнее (например, полученную с помощью микроскопа). Впоследсвии предлагались разные варианты границ масштабов макросъёмки.
Греческое слово μακρός означает «длинный», «долгий», «огромный»; латинская калька с него — macro — имеет значение «большой» и используется как первая часть многих научных терминов. Слово «макро» (в языках на основе латиницы — macro или makro) во многих языках является разговорным названием макросъёмки и самих фотографий, полученных путём макросъёмки; однако следует помнить, что это лишь просторечное слово, не отражающее научного значения термина «макро…».
В английском языке для обозначения макросъёмки используются слова «macro photography», «macrophotography» и «photomacrography» (для фотографии), «macro videography» (для видео), «macrography» (универсальный термин, по значению наиболее близкий к русскому «макросъёмка», потому что охватывает и фото, и видео). Подобные термины имеются и во многих других европейских языках: фр. macrophotographie и macrophoto, исп. macrofotografía, нем. Makrofotografie, серб. макро фотографија и так далее. Лишь в немногих языках для макросъёмки используются термины на основе коренных слов родного языка, например, фин. lähikuvaus или makrokuvaus.
В русском языке в качестве основного термина утвердилось слово «макросъёмка», а слова «макрофотография», «макрофото», «макровидео» используются значительно реже.

## Выбор оборудования для макросъёмки
Теоретически макросъёмка может быть произведена любым съёмочным аппаратом, однако конструктивные особенности конкретной модели могут сильно препятствовать этому.

### Фотоаппарат с несменным объективом
Если фотограф желает произвести макросъёмку фотоаппаратом с несменным объективом — макросъёмка возможна только с применением насадочных линз. Это единственный способ уменьшить минимальную дистанцию фокусировки у несменного объектива (как правило, минимальная дистанция фокусировки у шкальных фотоаппаратов составляет около 1 метра).
- Многие компактные плёночные и цифровые фотоаппараты с несъёмным объективом имеют режим «макросъёмка». Применение насадочных линз становится необязательным.
- Макросъёмка фотоаппаратом с жёстковстроенным объективом, настроенным на гиперфокальное расстояние цифровой или (плёночной) камерой с автоматической фокусировкой без режима «макросъёмка» — теоретически возможна, но практически нереализуема из-за непредсказуемого качества фотографии (результат чаще отрицательный).

### Фотоаппарат со сменным объективом
Если фотограф имеет фотоаппарат со съёмным объективом — макросъёмку можно произвести с использованием насадочных линз, удлинительных колец, фотографических мехов, оборачивающих колец,
реверсивных (оборачивающих) макроколец,
специализированных макрообъективов. Возможно совместное использование нескольких аксессуаров для макросъёмки.
- Насадочная линза, надеваемая на переднюю поверхность оправы объектива или прикручиваемая к резьбе на место светофильтра. Как правило, используются в тех случаях, когда объектив несъёмный. Для макросъёмки используются положительные насадочные линзы. Происходит увеличение относительного отверстия системы, уменьшение минимальной дистанции фокусировки объектива, увеличение масштаба съёмки при неизменном выдвижении объектива, уменьшается расстояние до резко изображаемого объекта при неизменном выдвижении объектива. Насадочная линза ухудшает коррекцию (увеличивает аберрации объектива), и тем больше, чем сильнее изменяется фокусное расстояние системы объектив + насадочная линза.

- Удлинительные кольца, меха — не содержат оптических элементов, их единственной целью является выдвижение объектива к объекту съёмки. По сравнению с удлинительными кольцами меха способны обеспечить плавное бесступенчатое выдвижение объектива в большом диапазоне. Позволяют использовать для макросъёмки обычные объективы, возможно достичь очень больших увеличений (например, 20:1). При применении удлинительных колец и мехов неизбежно уменьшается светосила объектива, снижается его разрешающая способность, диапазон возможной фокусировки при этом смещается с интервала от ({\displaystyle \infty }, несколько метров) в интервал (десятки сантиметров, единицы сантиметров).

- Реверсивные макроадаптеры (оборачивающие кольца). Предназначены для крепления перевёрнутого объектива к фотокамере. Передняя линза объектива обращена к фотоплёнке или к матрице, а задняя — к объекту съёмки. При этом, в зависимости от объектива, можно получить довольно большое увеличение. На современных объективах, как правило, управление диафрагмой затруднено.
- Реверсивные (оборачивающие) кольца. Выпускаются кольца с двумя наружными резьбами. Предназначены для стыковки двух объективов их внешними резьбами (резьбами для крепления светофильтров). Два объектива оказываются соединёнными передними линзами друг к другу, один из объективов присоединён к камере обычным способом. Дополнительный объектив фактически становится насадочной линзой.

- Специализированные объективы для макросъёмки. Штатные объективы для зеркальных фотоаппаратов имеют минимальную дистанцию фокусировки около 0,5 м, в макрообъективах эта дистанция сокращена до 15 — 20 см. Как правило, позволяют вести макросъёмку в масштабе до 1:1 (или до 1:2), возможно использование автофокуса, возможна фокусировка на всём диапазоне расстояний (наибольшее увеличение достигается при этом на минимальной дистанции до объектива). Как правило, макрообъективы имеют фиксированное фокусное расстояние (наиболее типичные значения 50, 100, 180 мм, возможны вариации — 60, 90, 105, 125, 150 мм), довольно большие значения относительного отверстия (1:2.8—1:3.5). Современные специализированные макрообъективы разрабатываются таким образом, чтобы аберрации объектива при съёмке близко расположенных объектов минимизировались.[13]

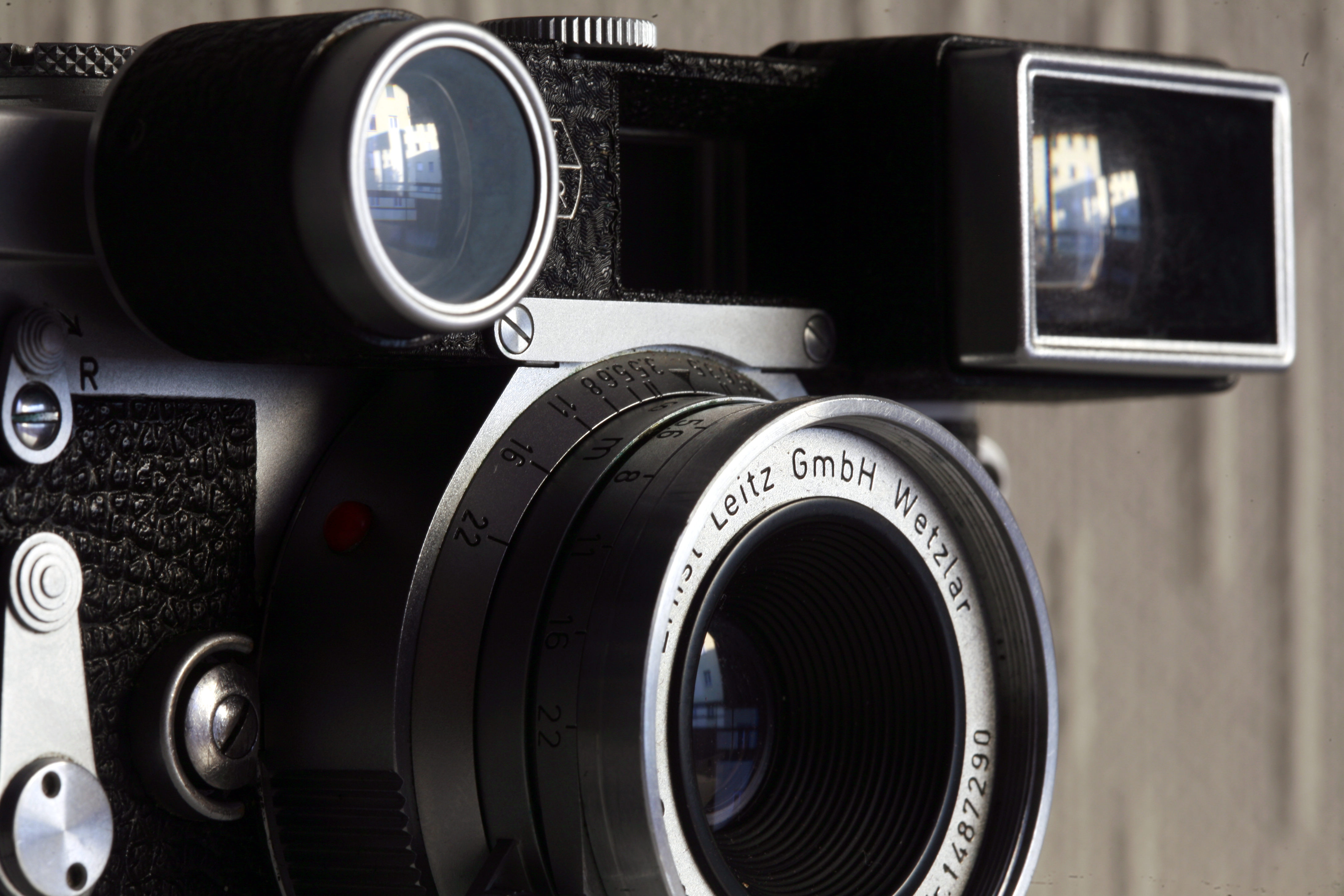
Макросъёмка дальномерным фотоаппаратом
«Leica M3»

- Для дальномерных фотоаппаратов «Leica M3» выпускались так называемые «очки Лейка» («Leica glasses») — принадлежность, позволяющая уменьшать минимальную дистанцию фокусировки объектива, при этом использовать для фокусировки штатный дальномер (с компенсацией параллакса видоискателя).

### Макросъёмка камерой большого формата
Складные фотоаппараты, как правило, большого формата имели меха с двойным или тройным растяжением. Это позволяло производить макросъёмку без дополнительных принадлежностей.

## Кадрирование и наведение на резкость (фокусировка)

### Камеры большого формата, шкальные и дальномерные фотоаппараты
- Матовое стекло, размещённое в плоскости фотоплёнки или фотопластинки — это практически единственный способ корректно определить границы кадра, оценить глубину резко изображаемого пространства, правильно навести на резкость.
- К насадочным линзам или к удлинительным кольцам может прилагаться таблица или номограмма, позволяющая корректно сфокусировать объектив.

### Однообъективные зеркальные фотоаппараты

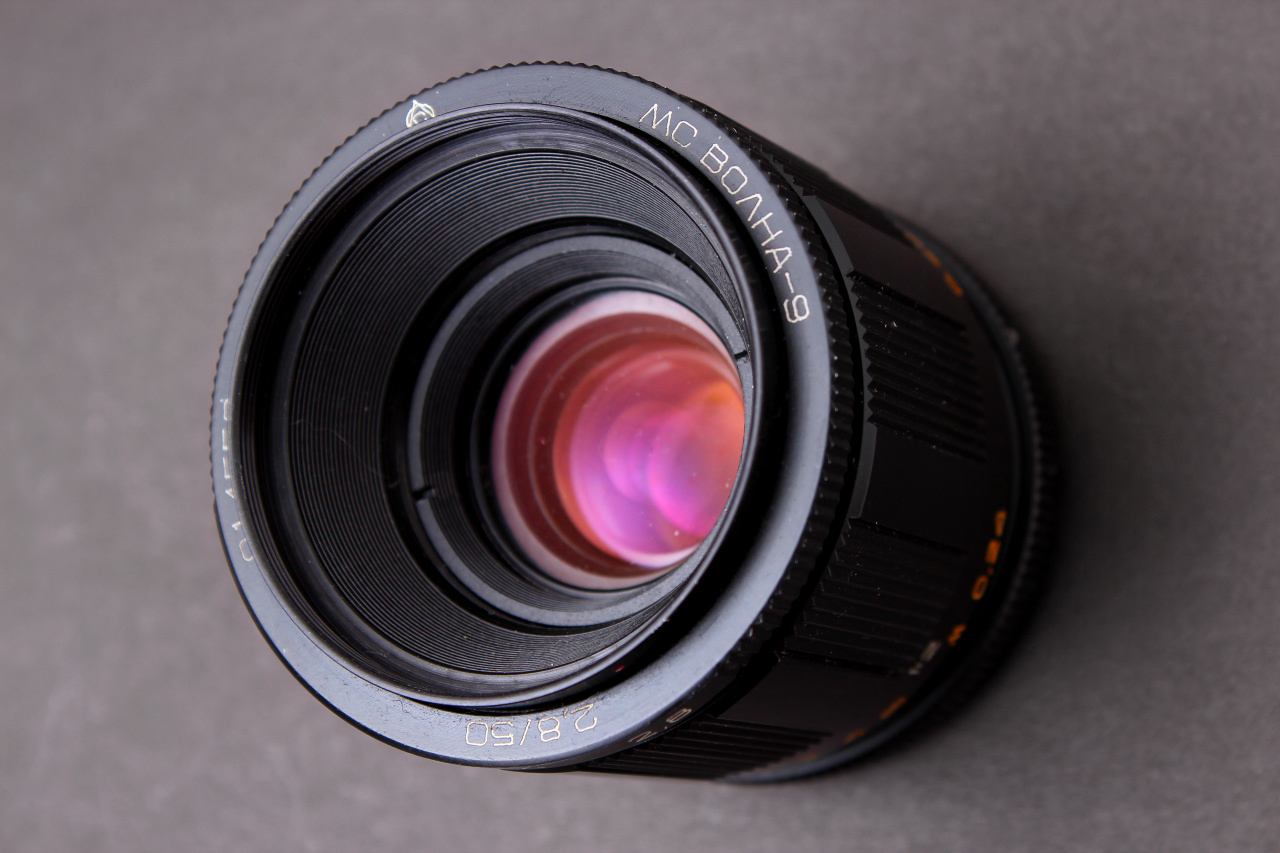
«МС Волна-9 Макро» 2,8/50 — советский объектив для макросъёмки

Однообъективный зеркальный фотоаппарат наиболее удобен для макросъёмки — наблюдается в видоискатель созданное на фокусировочном экране прямое беспараллаксное изображение объекта съёмки — возможна точная фокусировка (особенно в ручном режиме), корректная оценка глубины резко изображаемого пространства, правильное кадрирование.

### Цифровые фотоаппараты
Цифровые фотоаппараты позволяют контролировать процесс макросъёмки на дисплее или в электронный видоискатель псевдозеркального цифрового фотоаппарата.

## Экспозиционные параметры
- При обычной фотосъёмке объектов, расположенных на расстояниях от бесконечности до 1 метра фокусировка выполняется выдвижением объектива на небольшую величину. Расстояние от объектива до плёнки при этом увеличивается, а относительное отверстие уменьшается, но изменение последнего настолько невелико, что при определении экспозиции поправку на него можно не вводить. При макросъёмке объектив выдвигается на значительное расстояние — расстояние до плёнки увеличивается иногда в несколько раз и в несколько раз уменьшается относительное действующее отверстие, так как диаметр зрачка объектива остаётся неизменным. При съёмке в масштабе 1:1 расстояние до плёнки увеличивается вдвое по сравнению с «бесконечностью», тогда соответственно вдвое увеличится знаменатель действующего отверстия. При съёмке с удвоенного расстояния выдержка соответственно должна быть увеличена в четыре раза. Чтобы узнать относительное отверстие при макросъёмке, нужно в качестве фокусного расстояния использовать значение увеличенное, по сравнению со стандартным, на величину смещения фокальной плоскости от значения при фокусировке на бесконечность — Х2 (расстояние от заднего фокуса до изображения предмета). Это значение можно найти из формулы Ньютона: Х1 * Х2 = F2, где Х1 — расстояние от предмета до переднего фокуса системы, F — фокусное расстояние объектива.
- Для увеличения глубины резко изображаемого пространства требуется значительное диафрагмирование объектива, если не преследуются иные цели и объект съёмки объёмный.
- Вследствие значительного уменьшения относительного отверстия объектива и значительного диафрагмирования выдержка при макрофотографии становится большой (достигает нескольких секунд) — что требует применения спускового тросика, штатива или оптической скамьи.

## Практические рекомендации

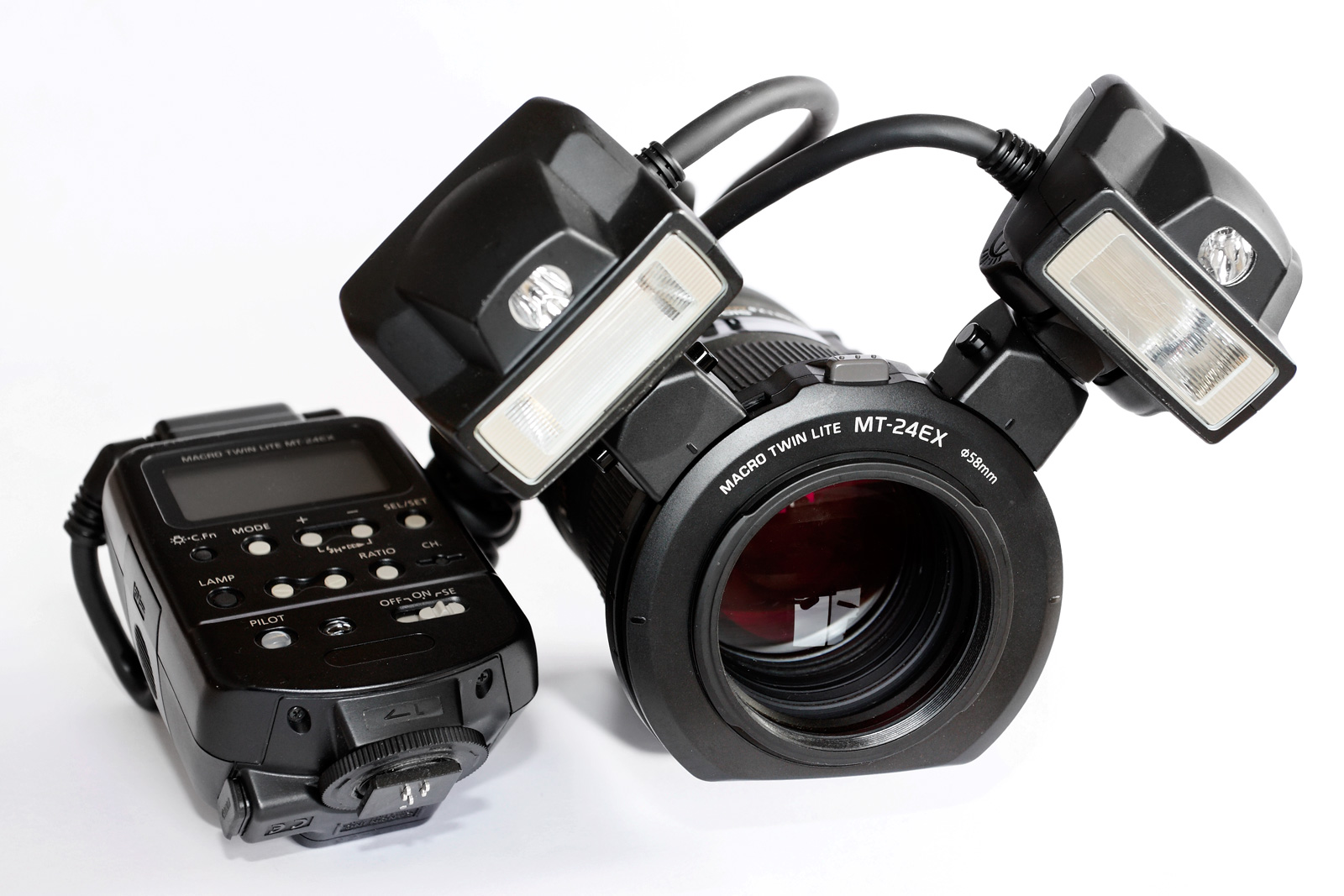
Фотовспышка Canon MT-24EX, установленная на оправу объектива

- При макросъёмке желательно использование штатива и спускового тросика.
- Иногда при фокусировке удобнее перемещать объект относительно объектива, оставляя неизменным положение объектива относительно светочувствительного материала.
- Желательно применять объектив с больши́м фокусным расстоянием и располагать объект съёмки возможно дальше — при этом геометрические искажения (дисторсия, кривизна поля изображения) будут минимальны. Возможно совместное применение телеконвертеров и удлинительных колец.
- Встроенная фотовспышка, как правило, оказывается неэффективной, поскольку часто она светит в сторону (из-за параллакса) или её свет загораживается выступающей оправой объектива или насадочной линзой. Поэтому необходимо применение кольцевых фотовспышек (вокруг объектива) или нескольких фотовспышек со светосинхронизаторами.

Качество макрофотографий, в первую очередь, зависит от опыта фотографа. 

Применение тех или иных принадлежностей для макрофотографии подбирается экспериментальным путём.

## Особые способы получения изображения в большом масштабе, не являющиеся макросъёмкой
- Применение фотоувеличителя. На просвет можно сфотографировать на лист фотобумаги плоский полупрозрачный объект (например, крыло мухи).
- Контактная съёмка (контактная печать) — получение изображения плоского предмета в масштабе 1:1 (точно). Частично прозрачный объект (например, лист растения) прикладывается к листу фотобумаги и освещается со стороны объекта.
- Сканирование — получение изображения плоского предмета в масштабе 1:1 (точно). Принципиальное отличие от контактной съёмки — при сканировании объект освещается со стороны сканера (при сканировании не прозрачных материалов), а при контактной съёмке — со стороны объекта, то есть на просвет.
- Рефлективная (рефлексивная) контактная съёмка — то же, что и контактная съёмка (контактная печать), однако освещение производится со стороны фотобумаги (при этом тёмные места объекта сильнее поглощают свет и почернение фотобумаги в этом месте будет меньше). Применяется для копирования изображений на бумаге (копия будет негативной и зеркально-отражённой). См. также Светокопировальный стол.